# Rezervația peisagistică Căpriana–Scoreni
Rezervația peisagistică Căpriana–Scoreni este o arie protejată, situată între satele Căpriana și Scoreni din raionul Strășeni, Republica Moldova (ocolul silvic Căpriana, parcelele 49-57; ocolul silvic Scoreni). Are o suprafață de 1.762,4 ha conform Legii. Obiectul este administrat de Întreprinderea Silvo-Cinegetică Strășeni.

## Caracteristici geografice
Rezervația se situează pe Podișul Central Moldovenesc, numit și Codrii Centrali. Conform Agenției Turismului din Republica Moldova, ea se învecinează cu satele Lozova, Vorniceni, Pănășești, Cojușna și Trușeni. Sectorul protejat este situat pe versantul de dreapta al râului Ișnovăț, în ocolurile silvice Căpriana și Scoreni. Versantul are expoziție nordică și nord-estică, coborând în lunca Ișnovățului. Altitudinea variază între 70 m în luncă până la 330 m pe platou. Solul este cenușiu de pădure. Rezervația include atât o serie de comunități forestiere, cât și câteva pajiști.

## Clasificare

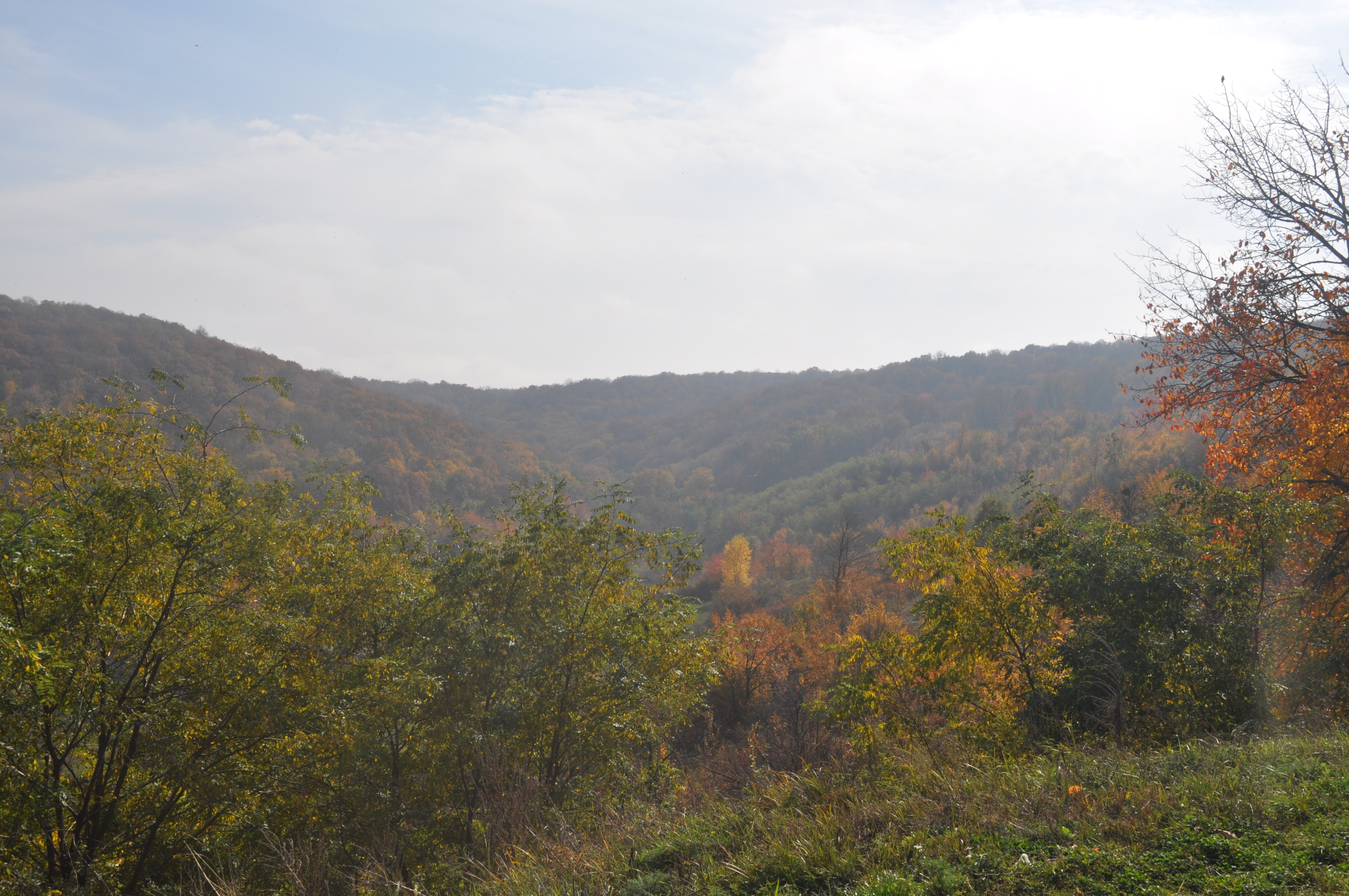
Peisaj de toamnă

Aria naturală a fost încadrată în etajul fitoclimatic (FD2) cu trei tipuri de stațiune:
- deluros de cvercete cu gorunete, goruneto-șleauri, goruneto-stejăreto-șleauri pe platouri, versanți însoriți și semiînsoriți, productivitate mijlocie, edafic mijlociu-mare, sol cenușiu;
- deluros de cvercete cu stejăreto-șleauri, pe versanți umbriți, cu soluri brune argiloiluviale și cenușii pseudogleizate, edafic mare, productivitate mijlocie și superioară;
- deluros de cvercete cu gorunete, goruneto-șleauri, goruneto-stejăreto-șleauri, pe platouri și versanți umbriți, slab moderat înclinați, cu soluri cenușii, productivitate mijlocie/superioară.

Au fost identificate șase tipuri de pădure:
- goruneto-șleau de productivitate superioară;
- șleau de deal cu gorun și fag de productivitate mijlocie;
- goruneto-șleau de productivitate mijlocie;
- șleau de deal cu gorun și stejar de productivitate mijlocie;
- stejăreto-șleau de deal de productivitate superioară;
- stejăreto-șleau de deal de productivitate mijlocie.

## Diversitate floristică
Aria naturală „Căpriana–Scoreni” reprezintă o pădure cu arborete valoroase de gorun (Quercus petraea) și stejar pedunculat. Este atribuită la categoria „ecosisteme forestiere de gorun, stejar și fag”. S-a format in habitate sunt de tip: Păduri geto-dacice de gorun (Quercus petraea) cu Dentaria bulbifera; Păduri dacice de gorun (Quercus petraea) și stejar pedunculat (Quercus robur) cu Acer tataricum; Păduri danubiene mixte de stejar pedunculat (Quercus robur) și tei argintiu (Tilia tomentosa) cu Scutellaria altissima.
Au fost identificate un total de 243 specii de plante vasculare, dintre care 18 specii de arbori, 15 de arbuști și 210 de plante ierboase. Vegetația forestieră este reprezentată de 155 de specii: 17 de arbori, 13 de arbuști și 125 de plante ierboase.

### Arbori

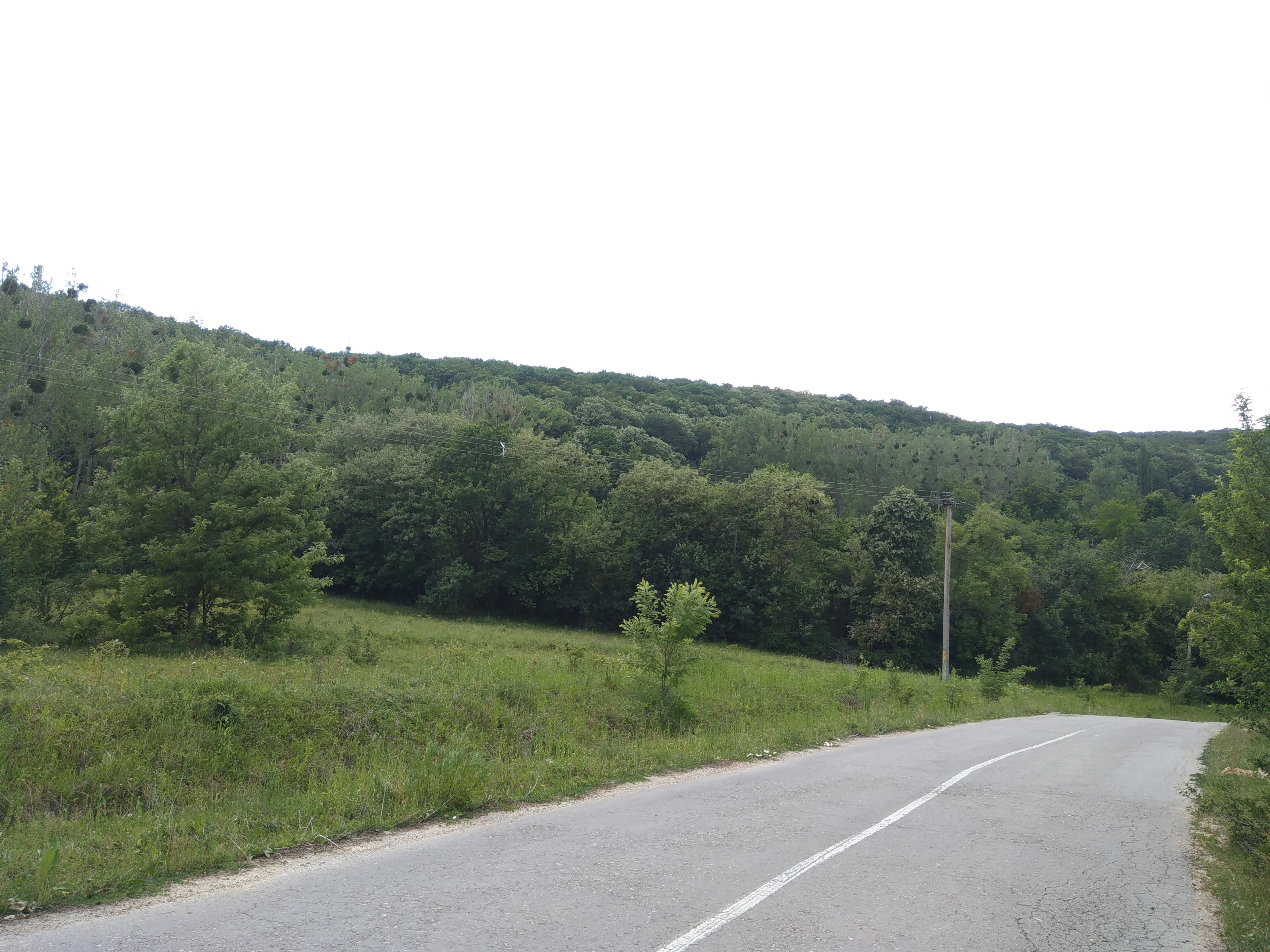
Vedere de la intrarea în satul Condrița

Au fost identificate 18 specii forestiere de arbori. Arboretele natural fundamentale sunt dominate de gorun (Quercus petraea) și stejar pedunculat (Quercus robur), iar în cele derivate predominând și carpenul (Carpinus betulus). Etajul superior al arboretului este populat și de tei (Tilia tomentosa, Tilia cordata), frasin (Fraxinus excelsior) și cireș (Cerasus avium). Speciile însoțitoare sunt Acer campestre, Acer platanoides, Acer pseudoplatanus, Acer tataricum, Malus sylvestris, Populus tremula, Pyrus pyraster, Sorbus torminalis, Ulmus carpinifolia și Ulmus laevis. Lunca râului Ișnovăț găzduiește câteva pâlcuri de salcie (Salix alba). Un număr mic de suprafețe sunt populate de specii alohtone. Arboretele artificial este reprezentat de molid (Picea abies). La marginea pădurii crește, izolat, arțarul american (Acer negundo). Către 2018, a fost înregistrat și Pinus nigra.
După criteriul provenienței, în rezervația Căpriana–Scoreni au fost evidențiate trei categorii de arboreturi: natural fundamentale, derivate și artificiale. După productivitate, arboreturile sunt de productivitate inferioară și de productivitate mijlocie.

#### Arboreturi natural fundamentale
Arboreturile din categoria celor natural fundamentale au fost consemnate în 39 de subparcele, pe o suprafață însumând 918,5 ha, adică 51,4% din suprafața totală a rezervației.
Arboreturile natural fundamentale de gorun s-au format la altitudinea de 130-330 m, pe suprafețe cu expoziție nordică și nord-vestică, mai rar nord-estică și sud-vestică. Pe 83,1 ha cresc arboreturi pure de gorun de productivitate mijlocie, iar arboreturi mixte de gorun cu participarea stejarului pedunculat (Quercus robur), a carpenului (Carpinus betulus), teiului (Tilia tomentosa, Tilia cordata) și frasinului (Fraxinus excelsior) se întâlnesc pe 630,4 ha. Speciile însoțitoare sunt sporadice și sunt reprezentate de cireș (Cerasus avium), paltin de câmp (Acer platanoides), jugastru (Acer campestre) și sorb (Sorbus torminalis).
Arboreturile natural fundamentale de stejar pedunculat se întind pe o suprafață de 93,8 ha, ocupând 4  subparcele. Majoritatea lor se află în lunca Ișnovățului și pe malul acestuia, la altitudinea de 128-180 m. Au productivitate mijlocie. Subparcela 57F (18 ha) găzduiește arboret pur, iar subparcelele 52A, 61H și 60D (în total 75,8 ha) au arboreturi mixte.

#### Arboreturi parțial derivate
Arboreturile clasificate ca parțial derivate populează 42 de subparcele, pe o suprafață de 503,5 ha, adică 28,2% din suprafața totală.
Arboreturile parțial derivate de gorun se află în 11 subparcele, pe 113,1 ha. Răspândirea gorunului în arboret variază între 10% și 50%.
Arboreturile parțial derivate de stejar pedunculat sunt amplasate în 4 subparcele, însumând 58,6 ha. Sunt compuse din stejar, carpen, tei, frasin, cireș și jugastru. Participarea stejarului constituie 10-30%.
Arboreturile parțial derivate de carpen au fost identificate în 21 de subparcele, 271,4 ha. Numărul de carpeni constituie 30-70% din totalul de arbori. În 15 subparcele s-a atestat o participare de 10-20% a gorunului. Stejarul pedunculat are o participare neînsemnată în 5 subparcele. Alte specii de arbori întâlnite în cele 21 de subparcele sunt teiul, frasinul, paltinul de câmp și cel de munte, jugastrul ș.a.
Arboreturile parțial derivate de tei sunt atestate în 4 subparcele cu suprafața de 33,4 ha. Această specie alcătuiește 30-50% din arboret, fiind însoțită de carpen, frasin, jugastru, paltin și gorun.
Arboreturile parțial derivate de frasin ocupă terenul a 2 subparcele, 27 ha. Reprezintă arboreturi mixte de frasin cu participarea gorunului, stejarului pedunculat, carpenului, paltinul și jugastrului.

#### Arboreturi total derivate
Arboreturile considerate total derivate sunt înregistrate în 16 subparcele pe o suprafață de 284,6 ha, adică 15,9% din suprafața totală.
Arboreturile total derivate de carpen populează 9  subparcele cu suprafața de 169 ha. Subparcela 52B găzduiește cea mai întinsă populație de astfel de arboret: 91,1 ha. 5 subparcele conțin arboreturi pure de carpen, cu o participare neînsemnată a gorunului, teiului și frasinului și aproape neglijabilă a paltinului și jugastrului.
Arboreturile total derivate de tei cresc în 4 subparcele, pe o suprafață de 102,1 ha. Cea mai mare astfel de subparcelă este 56J cu ale sale 82,6 ha. Diversitatea este redusă: în afară de tei, aici cresc doar exemplare de frasin, carpen și câteva de gorun.
Arboreturile total derivate de frasin sunt arboreturi pure, cu participarea neînsemnată a carpenului și teiului. Ocupă o suprafață de 0,7 ha, în subparcelele 57E și 57H.

#### Arboreturi artificiale
Un total de 25 de subparcele, pe o suprafață de 50,3 ha, au fost populate artificial cu arboreturi de gorun, stejar, frasin și molid.
Arboreturile artificiale de gorun cresc în 7 subparcele, pe o suprafață de 15,9 ha. Sunt arboreturi pure de gorun, cu o participare modestă a teiului, frasinului, carpenului și jugastrului.
Arboreturile artificiale de stejar pedunculat sunt arboreturi pure de productivitate mijlocie plantate pe un teritoriu de 8,3 ha în 6 subparcele.
Arboreturile artificiale de stejar cu gorun sunt arboreturi mixte de productivitate mijlocie, sădite în 3  subparcele, pe o suprafață de 12 ha. Participarea speciilor principale este neînsemnată, ele fiind însoțite de tei, frasin, carpen și paltin.
Arboreturile artificiale de molid, conținând și câteva exemplare de pin, ocupă 2,3 ha în două subparcele. Sunt de productivitate mijlocie.

### Arbuști
Rezervația peisagistică Căpriana–Scoreni este relativ umbroasă, de aceea stratul forestier de arbuști este modest. Sunt semnalate desișuri de corn. Lista completă a speciilor de arbuști este redată în cele ce urmează:
- Cornus mas
- Corylus avellana
- Crataegus curvisepala
- Crataegus monogyna
- Euonymus europaea
- Euonymus nanus
- Euonymus verrucosa
- Prunus spinosa
- Rosa canina
- Rubus caesius
- Sambucus nigra
- Staphylea pinnata
- Swida sanguinea
- Viburnum lantana
- Viburnum opulum

### Ierburi
Stratul forestier de ierburi este alcătuit din 210 specii, printre care:
- Achillea nobilis
- Adoxa muscatelina
- Aegonychon purpureo-caeruleum
- Aegopodium podagraria
- Agrimonia eupatoria
- Ajuga reptans
- Alliaria petiolata
- Allium ursinum
- Anemonoides ranunculoides
- Anthriscus sylvestris
- Arabis turrita
- Arctium lappa
- Arctium tomentosum
- Artemisia absinthium
- Arum orientale
- Asarum europaenum
- Astragalus glycyphillos
- Ballota nigra
- Bidens tripartita
- Brachypodium sylvaticum
- Bromopsis benekenii
- Bromus inermis
- Calystegia sepium
- Campanula bononiensis
- Campanula cervicaria
- Campanula persicifolia
- Campanula rapunculoides
- Campanula rapunculus
- Campanula trachelium
- Cardamine impatiens
- Carex brevicollis
- Carex contigua
- Carex pilosa
- Carpesium cernuum
- Cephalanthera damasonium
- Cephalanthera longifolia
- Chaerophyllum temulum
- Cichorium intybus
- Circea lutetiana
- Cirsium arvense
- Clinopodium vulgare
- Convallaria majalis
- Corydalis cava
- Corydalis marschalliana
- Corydalis solida
- Crepis setosa
- Dactylis glomerata
- Daucus carota
- Dentaria bulbifera
- Elytrigia repens
- Epilobium parviflora
- Epipactis helleborine
- Epipactis purpurata
- Equisetum telmateia
- Erigeron annuus
- Erigeron canadensis
- Eupatorium canabinum
- Euphorbia amygdaloides
- Festuca gigantea
- Ficaria verna
- Fragaria vesca
- Fragaria viridis
- Gagea luteum
- Gagea pusilla
- Galega officinalis
- Galeobdolon luteum
- Galium odoratum
- Geranium robertianum
- Geum urbanum
- Glechoma hirsuta
- Hedera helix
- Hordelymus europaeus
- Hypericum hirsutum
- Hypericum perforatum
- Inula conyza
- Isopyrum thalictroides
- Lapsana communis
- Lathrea squamaria
- Lathyrus aureus
- Lathyrus niger
- Lathyrus vernus
- Leonurus cardiaca
- Leucanthemum vulgare
- Lilium martagon
- Lotus corniculatus
- Lycopus europaeus
- Lysimachia nummularia
- Medicago lupulina
- Melica uniflora
- Neotia nidus-avis
- Piptatherum virescens
- Polygonatum latifolium
- Polygonatum multiflorum
- Potentilla argentea
- Potentilla impolita
- Prunella vulgaris
- Pulmonaria obscura
- Pulmonaria officinalis
- Ranunculus auricomus
- Ranunculus cassubicus
- Rorippa sylvestris
- Rumex confertus
- Rumex sanguineus
- Sambucus ebulus
- Sanicula europaea
- Scilla bifolia
- Scrophularia nodosa
- Scutellaria altissima
- Stachys sylvatica
- Stellaria holostea
- Tanacetum vulgare
- Torilis arvense
- Trifolium album
- Trifolium pratense
- Tussilago farfara
- Urtica dioica
- Verbascum phlomoides
- Verbascum speciosum
- Verbena officilanis
- Veronica chamaedrys
- Vicia sylvatica
- Viola alba
- Viola hirta
- Viola mirabilis
- Viola reichenbachiana

### Vegetația pajiștilor de luncă

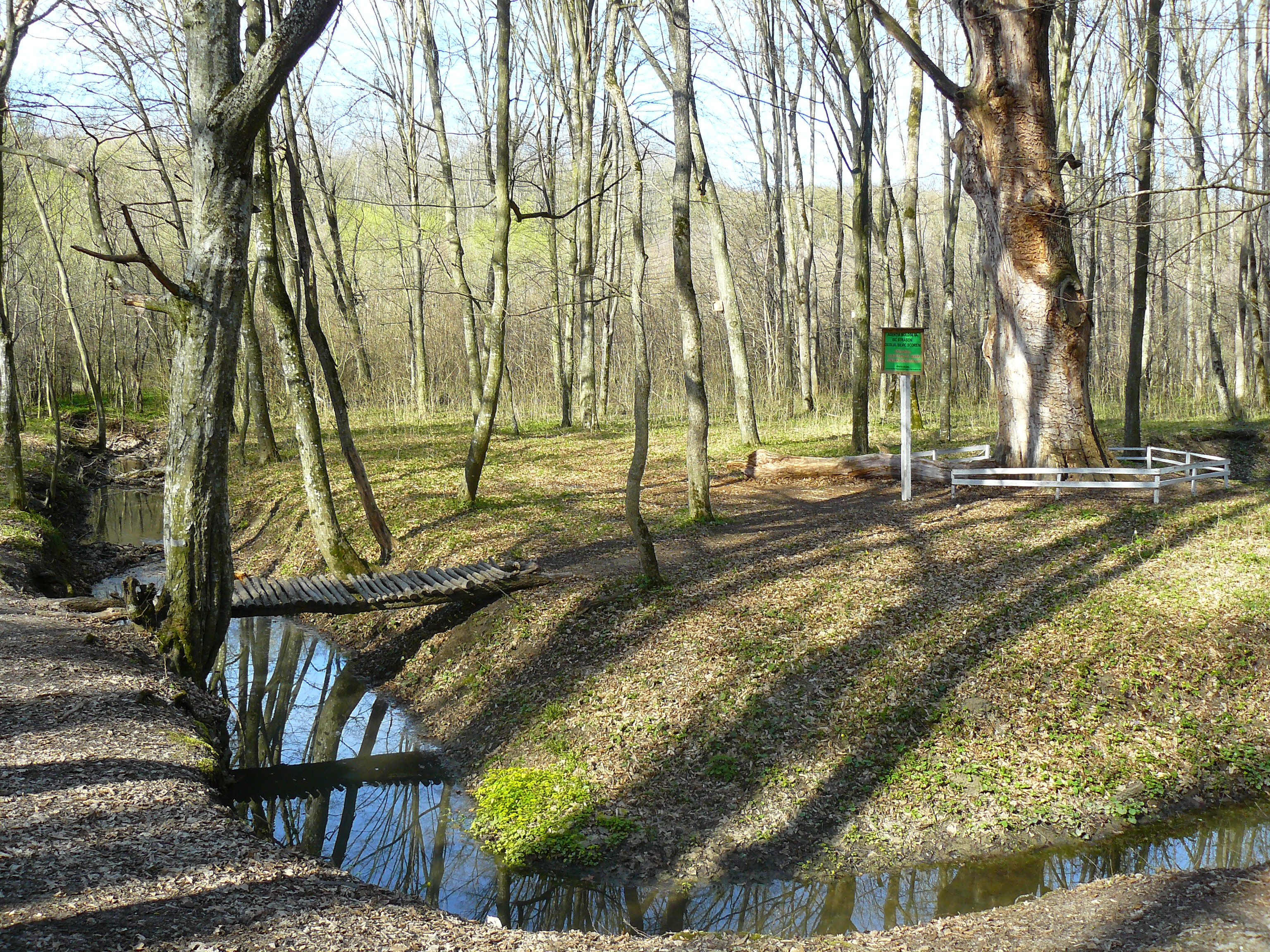
Un braț al râului Ișnovăț, în sud-estul rezervației

La extremitatea de sud-est a satului Căpriana, lunca râului Ișnovăț găzduiește 86 ha de pajiști mezofile care alternează cu pâlcuri de arbori și arbuști (subparcelele 53V2, 62V, 64V, 66V1 și 66V2). A fost atestată prezența aici a 122 de specii de plante vasculare, și anume:
- 10 specii de arbori — Acer campestre, Carpinus betulus, Fraxinus excelsior, Malus sylvestris, Pyrus pyraster, Quercus robur, Salix alba, Tilia cordata, Ulmus carpinifolia, Ulmus laevis;
- 8 specii de arbuști — Amorpha fruticosa, Euonymus europaea, Hippophae rhamnoides, Prunus spinosa, Rubus caesius, Salix caprea, Salix cinerea, Viburnum opulum;
- 2 specii de liane — Humulus lupulus și Solanum dulcamara;
- 102 specii de plante ierboase, pe categorii:
  - 30 de specii de ierburi de luncă mlăștinoasă — Agrostis stolonifera, Agrostis gigantea, Alisma plantago-aquatica, Bidens cernua, Bidens tripartita, Calystegia sepium, Carex acutiformis, Carex cespitosa, Carex riparia, Equisetum arvense, Galium palustre, Heracleum sibiricum, Inula helenium, Juncus effusus, Lycopus europaeus, Lysimachia nummularia, Lythrum salicaria, Lythrum virgatum, Mentha arvensis, Mentha longifolia, Phragmites australis, Poa palustris, Polygonatum hydropiper, Rumex hydrolapathum, Scirpus sylvaticus, Scrophularia umbrosa, Sonchus palustris, Symphytum officinale, Tussilago farfara, Typha latifolia;
- 32 de specii de ierburi de luncă mezofită — Achillea ochroleuca, Althea officinalis, Calamagrostis epigeios, Carex otrubae, Carex vulpina, Cichorium intybus, Daucus carota, Elytrigia repens, Galium mollugo, Galium tricornutum, Geranium sylvaticum, Inula britanica, Juncus gerardii, Lathyrus sylvestris, Lathyrus tuberosus, Lotus corniculatus, Medicago falcata, Melilotus officinalis, Picris hiracioides, Plantago major, Poa pratensis, Polygonum aviculare, Potentilla anserina, Potentilla reptans, Ranunculus acer, Rumex confertus, Rumex sylvestris, Stellaria media, Taraxacum officinale, Taraxacum serotinum, Trifolium pratense, Trifolium repens;
- 13 specii de ierburi de păduri reavăne și umede — Aegopodium podagraria, Ajuga reptans, Angelica sylvestris, Anthriscus sylvestris, Astragalus onobrychis, Cucubalus baccifer, Filago arvensis, Fragaria vesca, Galium aparine, Geranium sanguineum, Poa annua, Veronica hederifolia, Vicia sylvatica;
- 6 specii de ierburi de stațiuni xerofite — Carex michelii, Cynodon dactylon, Festuca valesiaca, Plantago lanceolata, Poa angustifolia, Verbascum speciosum;
- 15 specii de ierburi ruderale — Agrimonia eupatoria, Artemisia absinthium, Artemisia annua, Aster amellus, Carduus acanthoides, Conium maculatum, Dipsacus laciniatus, Eupatorium cannabinum, Inula oculus-christi, Iva xantifolia, Matricaria perforata, Sambucus nigra, Tanacetum vulgare, Urtica dioica, Xanthium strumarium
- și altele.

### Specii rare
19 specii de plante sunt considerate rare. Este vorba de sorb (Sorbus torminalis), clocotiș (Staphilea pinnata), călin (Viburnum opulus), vonicer (Euonymus nanus), dumbrăviță (Epipactis helleborine), cuibul pământului (Neottia nidus-avis), vioreaua-nopții (Platanthera bifolia), crinul de pădure (Lilium martagon), lalea (Tulipa biebersteiniana), buruiana-de-junghi (Cephalanthera longifolia), căpșunică (Cephalanthera rubra), celnușă (Ornithogalum flavescens), iarba-neagră (Scrophularia umbrosa), omag (Aconitum lasiostomum), Epipactis purpurata, Nectaroscordum bulgaricum, Orchis morio, Cephalanthera damasonium și Polygala vulgaris.

### Diversitate fitocenotică
Comunitățile vegetale din rezervație sunt atribuite la:
- as. Querco (roboris)–Carpinetum Soó et Poćs (1931) 1957
- as. Quercetum robori-petraeae Borza (1928) 1959
- as. Carpino-Quercetum petraeae Borza 1941
- as. Tilio tomentosae–Carpinetum Doniță 1968.

## Statut de protecție
Aria protejată Căpriana–Scoreni este o suprafață reprezentativă de pădure de gorun și stejar pedunculat caracteristică pentru pădurile din centrul Moldovei și are o valoare mare datorită compoziției floristice și peisagistice.
Masivul de pădure din care face parte rezervația a fost declarat monument al naturii din Basarabia conform Hotărârii Consiliului de Miniștri al României din 19 iulie 1937. Delimitarea curentă a ariei naturale a fost făcută prin Hotărîrea Sovietului de Miniștri al RSSM din 8 ianuarie 1975 nr. 5, când aceasta a fost declarată arie protejată de păduri valoroase și luată sub protecția statului. Statutul de protecție a fost reconfirmat prin Legea nr. 1538 din 25 februarie 1998 privind fondul ariilor naturale protejate de stat, în anexele căreia pădurea este atribuită la categoria „Rezervații peisagistice”. Rezervația este gestionată de Întreprinderea Silvo-Cinegetică Strășeni prin ocolurile silvice Căpriana (907,9 ha) și Scoreni (856,6 ha). Suprafața sa totală este atestată diferit în surse: 1.762,4 ha conform Legii nr. 1538,, 1.764,5 ha conform unui studiu din 2013 sau 1.786 ha conform unor specialiști ai AȘM.

### Factori de degradare
Natura de pe teritoriul rezervației a fost afectată de calamități naturale și impactul antropic. În noiembrie 2000 a fost afectată de chiciură o suprafață mare a pădurii. Seceta din 2007 a produs pagube în unele subparcele. Ninsorile abundente din aprilie 2017 au provocat pagube mari în coronamentul copacilor.
Un impact negativ l-a avut construirea, în anii 1980-1990, a unui obiectiv militar în pădure. În timpul instalării tehnicii militare au fost radiate 107 ha de pădure cu arboreturi natural fundamentale de gorun și, drept consecință a activității omului, pădurea a fost invadată de specii de plante ruderale, astfel fiind destabilizate fitocenozele naturale. În prezent, construcțiile sunt abandonate și devastate. În 2016, un site de investigații raporta construcția, pe un teritoriu de 7 ha din rezervație, a unui complex de vile de lux. Ministerul Mediului de atunci a precizat că acest teren nu aparține, de fapt, fondului forestier și ariei protejate, ci fusese alocat locuitorilor satului Căpriana ca loturi de teren agricol, fiind asigurată o zonă de protecție de 1.400 m între loturile agricole și rezervația peisagistică.
Gestionarea neeficientă a dus la degradarea compoziției floristice, prin apariția în 58 de subparcele (788 ha, adică 44,1% din suprafața totală a rezervației) a arboreturilor derivate. Crearea arboreturilor artificiale s-a făcut fără a ține cont de condițiile stațiunii. Drumurile și cărările care traversează rezervația sunt un factor de poluare.
Pentru ameliorarea situației ecologice, se recomandă organizarea unor zone de agrement în locuri special amenajate, ca să fie minimizată valorificarea ecosistemelor protejate ca mediu de recreere. Întru optimizarea conservării diversității vegetale, unii specialiști de la Grădina Botanică (Institut) a Academiei de Științe a Moldovei propuneau, în 2007, soluționarea, în cadrul lucrărilor de reconstrucție ecologică, a corespondenței arboretelor la condițiile stațiunii.